# Wolfgang Gabler
Wolfgang Gabler (* 21. August 1954 in Bad Dürrenberg; † 24. März 2024 in Pastow/Broderstorf bei Rostock) war ein deutscher Publizist.

## Leben
Gabler wuchs in Bad Dürrenberg auf und legte sein Abitur 1973 in Merseburg ab. Nach dem Studium der Germanistik und Anglistik an der Universität Rostock wurde er 1979 wissenschaftlicher Mitarbeiter für Geschichte der DDR-Literatur und Neueste Deutsche Literatur. Gleichzeitig war er zwischen 1979 und 1986 Regisseur und Leiter des Studententheaters an der Universität Rostock.
1986 wechselte er als Dozent an die Universität Klausenburg, 1989 als wissenschaftlicher Mitarbeiter am Kulturzentrum der DDR in Prag. Von 1990 bis 1998 arbeitete er als wissenschaftlicher Mitarbeiter am Lehrstuhl für Literaturwissenschaft der Universität Rostock. Sein Forschungsgebiet waren die Literatur der DDR mit besonderem Augenmerk auf die Wendeliteratur 1988–1992, die psychoanalytische Literaturgeschichtsschreibung und der deutsche Schriftsteller Friedrich Spielhagen, dem er zwei Veröffentlichungen widmete. 1992 an der Universität Freiburg mit einem Stipendium der Bohlen und Halbach-Stiftung. Seit 1998 lebte er als freier Publizist, Lektor und Dozent.
Gabler war 1998 Mitbegründer der literarischen Zeitschrift RISSe, Zeitschrift für neue Literatur in Mecklenburg und Vorpommern. Er gehörte der Redaktion von 1998 bis zu seinem Tode an.

## Veröffentlichungen
- 1990 Erzählen auf Leben und Tod. Uwe Saegers Prosatexte der 80er Jahre (Federlese)
- 1996 Friedrich Spielhagen: Sturmflut (Hinstorff Verlag, Herausgeber)
- 2000 Klassentreffen. Biographische Bescheide aus der Robinson-Generation (Hg. mit Bernhard Sölzer, Mitteldeutscher Verlag)
- 2000 Zeiten-Wende – Wendeliteratur (Hg. mit Nikolaus Werz, Grünberg Verlag)
- 2001 Entwürfe fürs neue Jahrtausend. Beobachtungen in den Sozialwissenschaften und in der Literatur (Heinrich Böll Stiftung Mecklenburg Vorpommern)
- 2002 Gesellschaft der Generationen (mit Nikolaus Werz, Grünberg Verlag)
- 2003 Beziehungsweise Schreiben. Geschichten aus dem Rostocker Kuhtor (BS-Verlag-Rostock)
- 2003 Brücken. Eine literarische Reise nach Polen (Wyzszsa Szkola Administracji Publicznej)
- 2003 Friedrich Spielhagen: Auf der Düne (BS-Verlag-Rostock)
- 2005 Die Schallmauer an Ungesagtem. Gedichte vom 1. Pablo-Neruda-Wettbewerb (Hg., BS-Verlag-Rostock)
- 2005 Armin Richter: Steintanz. Gedichte aus dem Nachlass (Hg. mit Kurt Scharf, Grünberg Verlag)
- 2007 Vom Wandel der Literaturgesellschaft. Zur Geschichte des Literaturzentrums Neubrandenburg 1971–2006 (Grünberg Verlag)
- 2010 Holger Böwing: Jakob Leising (Hg., Grünberg Verlag)
- 2011 Von wegen Schreiben. Texte aus dem Literaturhaus Rostock (Hg. mit Vera Doneck, edition winterwork)
- 2018 Literaturstadt Rostock (Hg. mit Sigurd Schmid, Edition A-B-Fischer Gbr, Berlin)[1]

## Wissenschaftliche Arbeiten
- 1984 "Moralintensität und Darstellung von Geschlechterbeziehungen in der epischen Literatur junger DDR-Autoren in der zweiten Hälfte der siebziger Jahre", Promotion an der Universität Rostock
- 2001 "Ehre - Schuld - Scham. Zur Theorie und Praxis psychoanalytischer Literaturgeschichtsschreibung", Habilitation an der Universität Rostock

Zahlreiche Aufsätze zur DDR- und Wendeliteratur sowie zur psychoanalytischen Literaturgeschichtsschreibung